# Kungsljus
Kungsljus (Verbascum thapsus L.) är en tvåårig ört i familjen flenörtsväxter.

## Beskrivning
Första året bildas enbart blad. Andra året kommer en upp till 2 m hög, rak, hård stjälk, som på den övre tredjedelen avslutas med en smal spira med blommor. Spiran blir drygt 2 cm tjock.
Blommar juni — augusti, någon gång utsträckt ända till början av oktober.
Kungsljus överlever sällan till ett tredje år. Däremot kan vilande grobara frön i fröbanker klara sig i över 100 år. Ett extremfall var när man i en sådan bank hittade ett livskraftigt frö, daterat till 3 000 år f.Kr. 
Hela örtståndet är täckt av ett ljust, grågult ludd, som skyddar det mot uttorkning och skador från solstrålning. Detta ludd består av färglösa, mycket fina, men utspärrat greniga hår, varigenom växtens yta ser ut att vara överspunnen av en spindelvävslik beklädnad. Enstaka större grenhår, som kan ses med en vanlig lupp, höjer sig över det övriga luddet, och skyddar växten mot betning, eftersom dessa ytterst fina, men styva hår skadar betesdjurens mun. Detta lär sig djuren snabbt och ratar därefter kungsljus. Detta avskräcker emellertid inte getter.
Blomkronan är svagt olikbladig (zygomorf). I ståndarkransen är zygomorfismen tydligare i det att 2 av de 5 ståndarna är längre än de 3 återstående. De små är luddiga med gula hår, men inte de långa. I blomman en pistill, vars märke är klotformigt.
Kungsljusets blommor är protogyna, d v s pistillen är färdig och mogen innan ståndarknapparna öppnat sig. Detta är ett skydd mot självpollinering, som vore genetiskt ofördelaktigt. Blommorna är svagt välluktande.
Korspollineras av korttungade och långtungade bin. Om pollinering inte har inträffat under dagen kan självpollinering trots allt uppstå, när blomman sluter sig mot kvällen.
Bladen sitter som en rosett kring stjälken. De är naggade i kanten. De nedersta kan bli upp till 50 cm långa och 14 cm breda. De avtar successivt i storlek uppöver stjälken.
Bladen innehåller det giftiga ämnet iridoid catalpol, allra mest i unga blad.
Frukten är en kapsel, 7 — 10 mm lång, som innehåller många små svartbruna eller helt svarta, nätmönstrade, gropiga frön. Fröna övervintrar på marken, och gror så snart det blivit tillräckligt ljust på våren.
Ett enda stånd avger enorma mängder frön, 100 000 —  175 000, som lätt sprids av vinden. På detta sätt kan kungsljus etablera sig längs sträckor kilometervis och kan bilda grupper så tätt som 5,2 plantor/m2. I brandhärjade områden är kungsljus en pionjärväxt.
Kromosomtalet är varierande: 30, 34, 36.
EPPO code: VESTH (Verbascum thapsus).

## Underarter
Arten är mångformig. Följande underarter kan urskiljas:
- Verbascum thapsus subsp. thapsus L. — blomkronan blir 12 – 20 mm i diameter och ståndarna saknar hår. Exemplar med mer eller mindre vita blommor har kallats Verbascum thapsus f. candicans House. Förekommer i en stor del av utbredningsområdet.
- Verbascum thapsus subsp. crassifolium (DC.) Murb.
- Verbascum thapsus subsp. giganteum (Willk.) Nyman — ståndarna är tätt vithåriga. De nedre bladen är tydligt vingade. Endemisk i Spanien.
- Verbascum thapsus subsp. montanum — blommorna blir 15 – 30 mm i diameter och ståndarna är glest håriga, åtminstone vid basen. De nedre bladen är svagt vingade med korta skaft. Förekommer i sydvästra Österrike och i Medelhavsområdet.

Under senare år har några andra underarter föreslagits, men deras status är osäker.
- Verbascum thapsus f. candicans House
- Verbascum thapsus subsp. langei Rivas Mart.
- Verbascum thapsus subsp. litigiosum (Samp.) A.Galán & Vicente Orell.
- Verbascum thapsussubsp. martinezii (Valdés) A.Galán & Vicente Orell.
- Verbascum thapsus f. thapsus
- Verbascum thapsus L. subsp. thapsus
- Verbascum thapsus var. thapsus
- Verbascum thapsus'var. valentinum (Burnat & Barbey) O.Bolòs & Vigo

## Hybrider
Verbascum × duernsteinense Teyber
Verbascum × godronii Boreau, 1857
Verbascum × kerneri Karl FritschFritsch, 1888
Verbascum × lemaitrei Boreau
Verbascum × pterocaulon Franch., 1868
Verbascum × pterocaulon Nyman, 1881
Verbascum × semialbum Chaub.
Verbascum × subalpinum Brügger, 1880
Verbascum × thapsi L., 1763

## Ogräs
Kungsljus betraktas på sina håll som ogräs eller till och med invasiv art och bekämpas med diverse metoder.
Kungsljus har en ganska kort pålrot, och i åkermark räcker plöjning för att kraftigt reducera kungsljus, men det är ofta svårt att med denna metod helt utrota den. Kungsljus är emellertid ljuskrävande, och därför kan val av skuggbildande grödor bidra till att göra det besvärligt för kungsljus.
Tidigt på våren har roten på nya plantor inte hunnit bli så lång, och då kan unga plantor dras upp för hand.
Larver från skalbaggen Gymnetron tetrum angriper fruktkapseln och kan eliminera upp till hälften av all frösättning. Detta har med viss framgång använts i Nordamerika för biologisk bekämpning av kungsljus.
Kemisk bekämpning av förstaårsbladen med 2 % glyfosat, triclopyr, C7H4Cl3NO3, och tebuthiuron, C9H16N4OS, har haft viss effekt. Detta måste mödosamt göras rent mekaniskt, planta för planta, eftersom alla de små håren hindrar sprutning med kemikalier upplösta i vätskor att nå bladen, som är målet.

## Habitat
Stora delar av Eurasien. I Norden finns kungsljus ända upp till Norrbotten i Sverige, Trondheim i Norge och i sydligaste Finland.
Introducerad i Argentina, Australien (1890), Chile, Hawaii, Virginia (mitten av 1700-talet) och Nya Zeeland (1867). I dessa länder har kungsljus blivit invasiv.
Den har blivit så vanlig i de flesta av USA:s delstater att den i en flora på 1800-talet felaktigt angivits som ursprunglig.

### Utbredningskartor
- Norden 
  - På Hardangervidda i Norge upp till 750 m ö h.
- Norra halvklotet 
  - Ej ursprunglig i Nordamerika
  - I södra Europa huvudsakligen Verbascum thapsus subsp. crassifolium. Gränslinje för detta inlagd i kartbilden.

## Biotop
Kungsljus växer på torra, välbelysta platser, t ex steniga slänter, grusåsar, berghällar och öppna gläntor.
pH neutralt eller basiskt.
Regn 100 — 1 500 mm/år; gynnsammast 430 – 860 mm/år.

## Etymologi
- Släktnamnet Verbascum förekommer som växtnamn redan hos Plinius och Scribonius Largus. Kan härledas från latin barbascum = skäggig, med syftning på att dessa arter ofta är håriga.

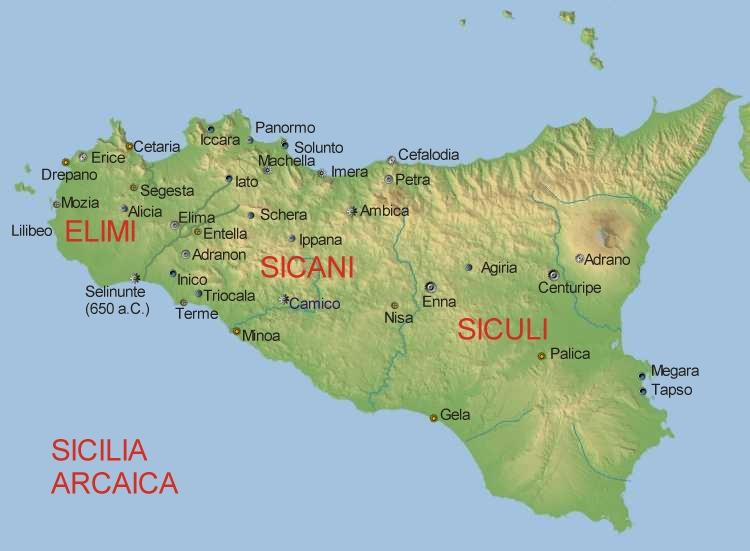
Vänsterklicka på bilden, så syns läget för Tapso

- Artepitetet thapsus kommer av grekiska thapsis eller thapsos, använt under romersk tid som namn på en växt från orten Thapsos (idag den viktiga hamnen Tapso) på sydöstra Sicilien

## Användning
Namnet kungsljus lär komma av att man förr i tiden doppade vinterståndare av kungsljus i tjära och använde det som en fackla.
Enligt folkmedicin hjälper en dekokt på kungsljusblommor mot hosta.
Dekokt av blommor har använts mot katarrer. Blad i dekokt eller krossade kan läggas på sår och svullnader.
Rökning av blad har viss stimulerande verkan.
Kan användas för växtfärgning.
Prydnadsväxt i trädgårdar.
Torkade blommor har med namnet Flores Verbasci funnits i svenska farmakopén.
Kungsljus är Blekinges landskapsblomma.

### Fiskafänge
Enligt Hoffberg: Anwisning til Wäxt-Rikets kännedom (1792) kan man stöta kungsljus eller dess frön, blanda med mjölk och därav forma små degklimpar som kastas i sjön. När fiskar i sjön ätit därav faller de i dvala och flyter till ytan med buken i vädret, så att de kan plockas upp med händerna.

## Naturliga fiender
Mögelsporer av (Erysiphe cichoracearum) och rotröta, Phymatotricum omnivorum, Gymnetron tetrum.

## Synonymer
Källor: 
- Verbascum thapsus subsp. thapsus
  - Leiosandra cuspidata Raf., 1838
  - Verbascum alatum Lam. nom. illeg., 1779
  - Verbascum angustius Schrank ex Heinrich Adolph Schrader., 1809
  - Verbascum bicolle F.W.Schmidt, 1794
  - Verbascum bicolle Roem. & Schult., 1819
  - Verbascum canescens Jord. ex Boreau, 1857
  - Verbascum decurrens Stokes, 1812
  - Verbascum elongatum Willd. nom. illeg. hom. non Moench1809
  - Verbascum elongatum Moench, 1794
  - Verbascum indicum Wall. ex Roxb. in Carey, 1874
  - Verbascum linnaei Bercht. in Bercht. & Opiz, 1879 nom. illeg.
  - Verbascum neglectum Guss., 1832
  - Verbascum neglectum Deflers ex Sickenb., 1901
  - Verbascum officinarum Crantz, 1766
  - Verbascum pallidum Nees, 1819
  - Verbascum plantagineum Moris, 1827
  - Verbascum pseudothapsiforme Rapin
  - Verbascum schraderi G.Mey., 1836
  - Verbascum simplex Hoffmanns. & Link, 1811
  - Verbascum simplex Labill., 1812
  - Verbascum simplex Hoffmanns., Link & Murb., 1933, dscr. ampl.
  - Verbascum spectabile Salisb., 1796 nom. illeg.
  - Verbascum spectabile M.Bieb.
  - Verbascum subalpinum Schur, 1866
  - Verbascum subviride J.Lloyd & Foucaud
  - Verbascum thapsus f. candicans House, 1924
  - Verbascum thapsus subsp. neglectum (Guss.) Arcang.
  - Verbascum thapsus var. glabrum Cariot & St.-Lag.
  - Verbascum thapsus var. gymnostemon Rouy nom. illeg.
  - Verbascum thapsus var. pseudothapsiforme (Rapin) Rouy
- Verbascum thapsus subsp. giganteum (Willk.) Nyman
  - Verbascum giganteum Willk., 1852
- Verbascum thapsus subsp. montanum (Schrad.) Bonnier & Layens
  - Leiosandra crassifolia (DC.) Raf., 1838
  - Thapsus montanus (Schrad.) Raf.
  - Verbascum crassifolium DC. in Lam. & DC., 1805
  - Verbascum crassifolium Hoffmanns. & Link, 1811
  - Verbascum dubium Roem. & Schult., 1819 nom. illeg.
  - Verbascum macranthum Hoffmanns. & Link, 1811
  - Verbascum macranthum Post, 1893
  - Verbascum montanum Schrad.
  - Verbascum montanum Griseb., 1844
  - Verbascum thapsus subsp. crassifolium (DC.) Murb.
  - Verbascum thapsus subsp. semidecurrens Celak.
  - Verbascum thapsus var. montanum (Schrad.) Cariot & St.-Lag.
  - Verbascum thapsus var. montanum P.Fourn.
- Thapsus linnaei Opiz., 1852
- Thapsus schraderi Opiz., 1852
- Verbascum blattaria J.A.Schmidt nom. illeg. hom. non L., 1868
  - Verbascum blattaria L., 1753
  - Verbascum blattaria Vell., 1829
- Verbascum intermedium Léman ex Roem. & Schult., 1819
- Verbascum intermedium Rupr. ex Pfund
- Verbascum lanatum Gilib. nom. inval., 1772
- Verbascum lanatum Schrad.
- Verbascum majus Bubani, 1897
- Verbascum mas Garsault nom. inval., 1764,
- Verbascum salgirensis Soldano, 1991
- Verbascum thapsiforme Guss. nom. illeg. hom. non Schrad., 1813
- Verbascum thapsiforme Guss., 1827
- Verbascum thapsoides Schrank ex Schrad., nom. illeg. hom. non L.
- Verbascum thapsoides L., 1767
- Verbascum thapsoides Vill., 1787
- Verbascum thapsoides Host, 1797
- Verbascum thapsoides Balb. ex Bluff & Fingerh., 1825
- Verbascum thapsoides Comolli
- Verbascum thapsum St.-Lag. nom. illeg. nom. illeg. non L., 1880
- Verbascum tapsus Neck.
- Verbascum visianianum Rchb.f., 1861

## Fnöske
Kungljusets ludna blad har använts vid framställning av fnöske, även om det är tickor och framför allt fnösktickan som förknippas med fnösktillverkning. Fnöske är ett läderaktigt, lättantändligt material som framför allt framställts från olika tickor, men även annat liknande material. Fnösket har huvudsakligen haft tre användningsområden: eldslagning, sjukvård och kläder, men har främst förknippats med eldmakande.

## Bilder

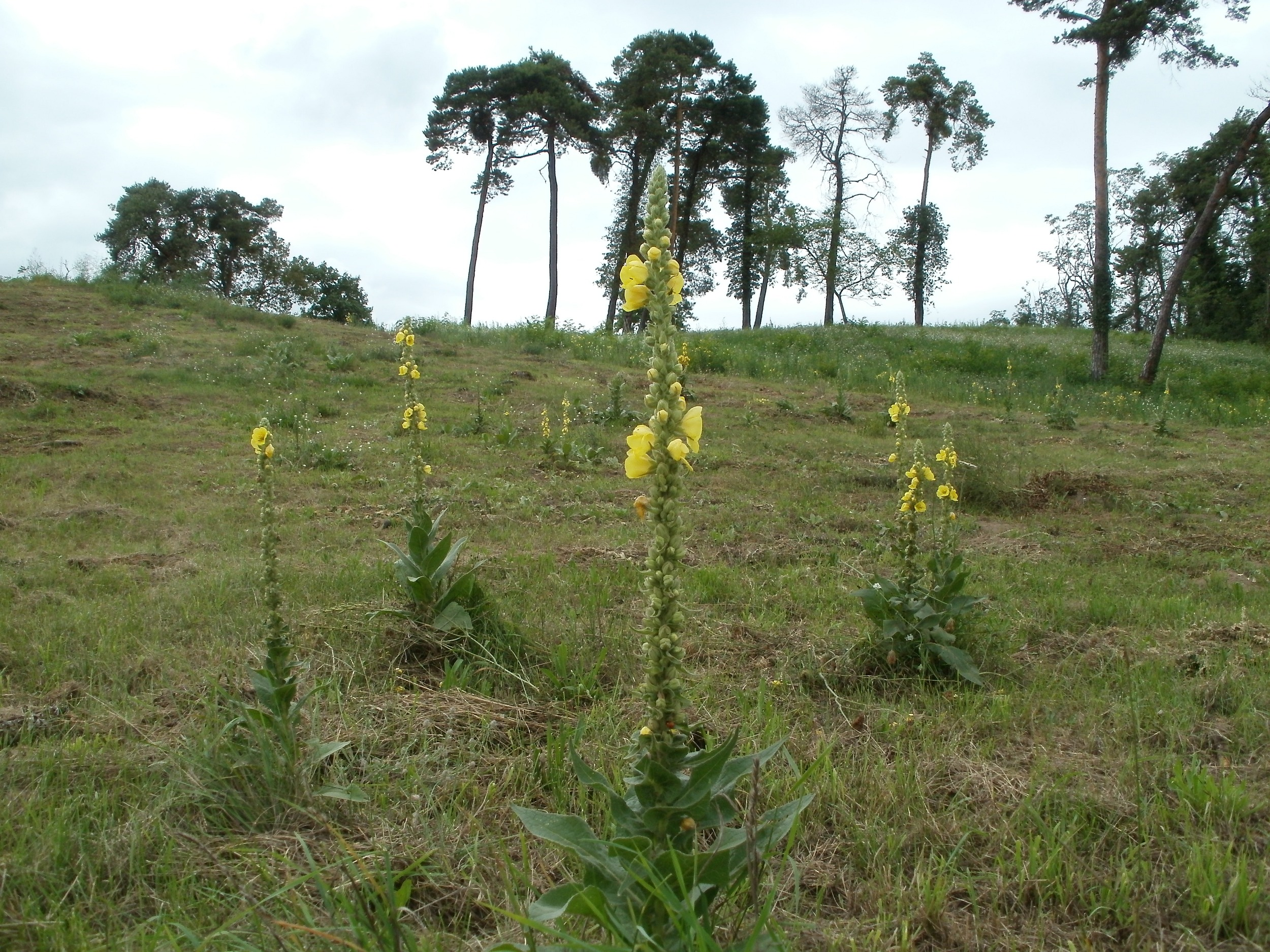
Habitat
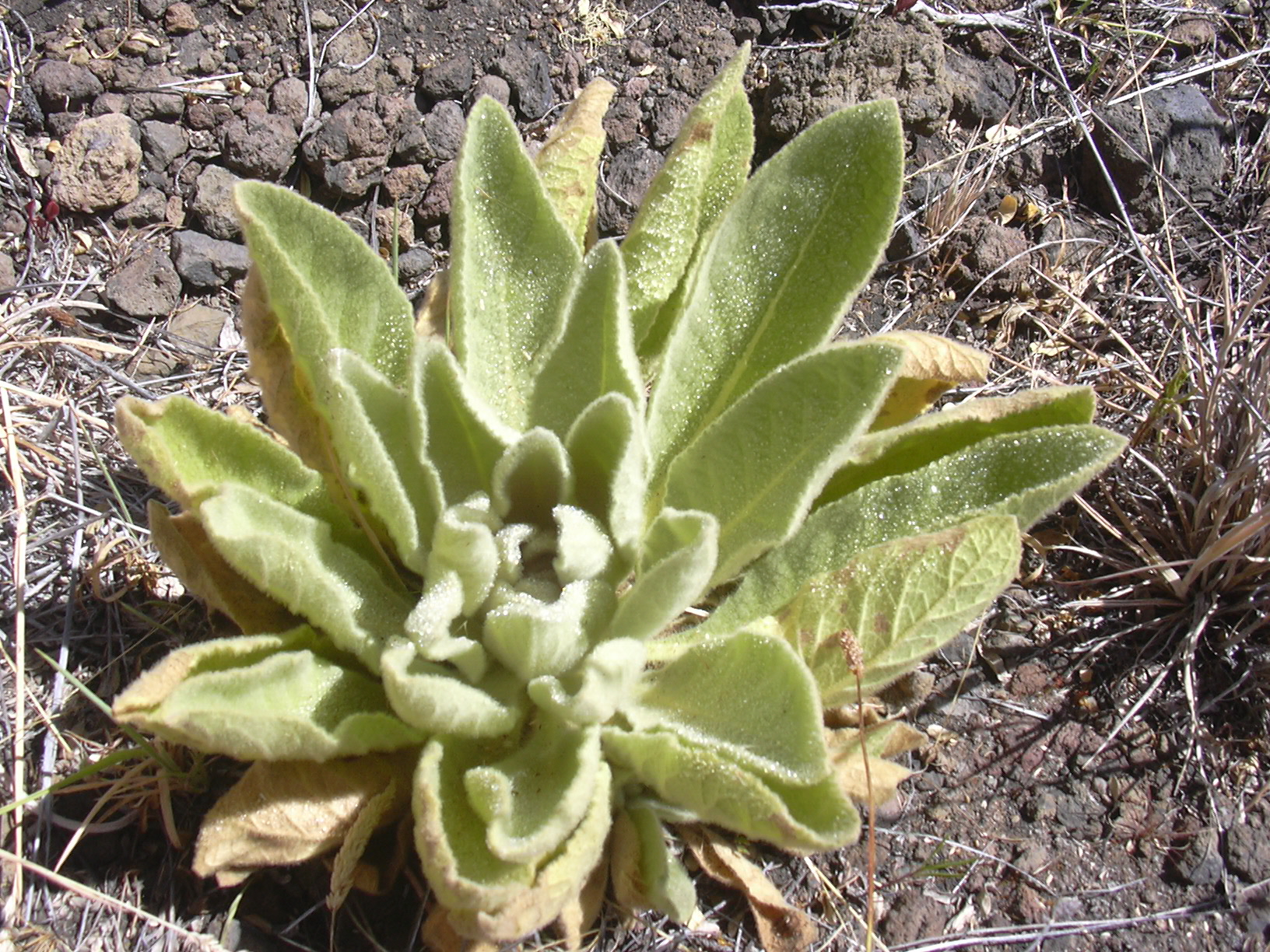
Första året bara blad
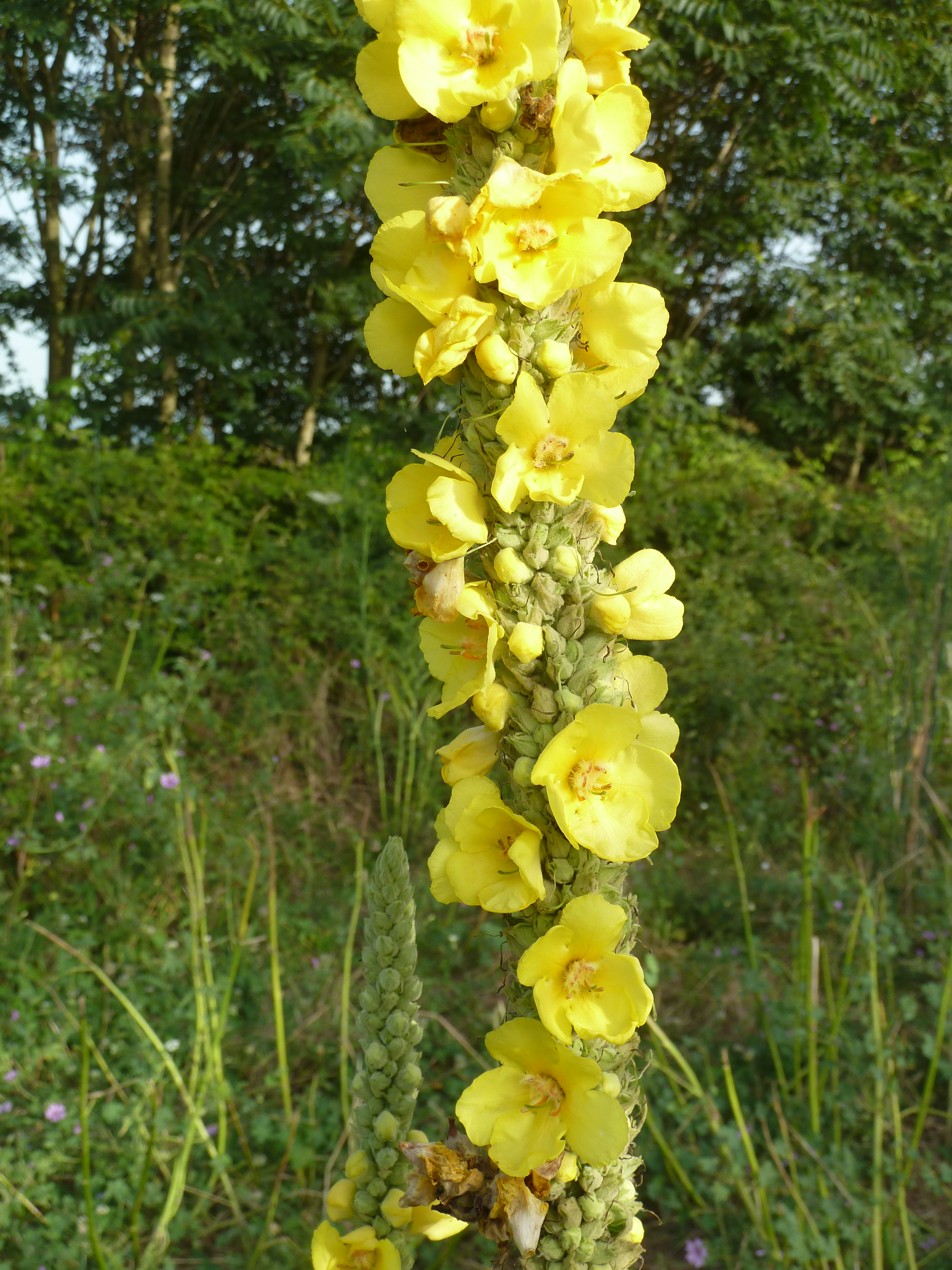
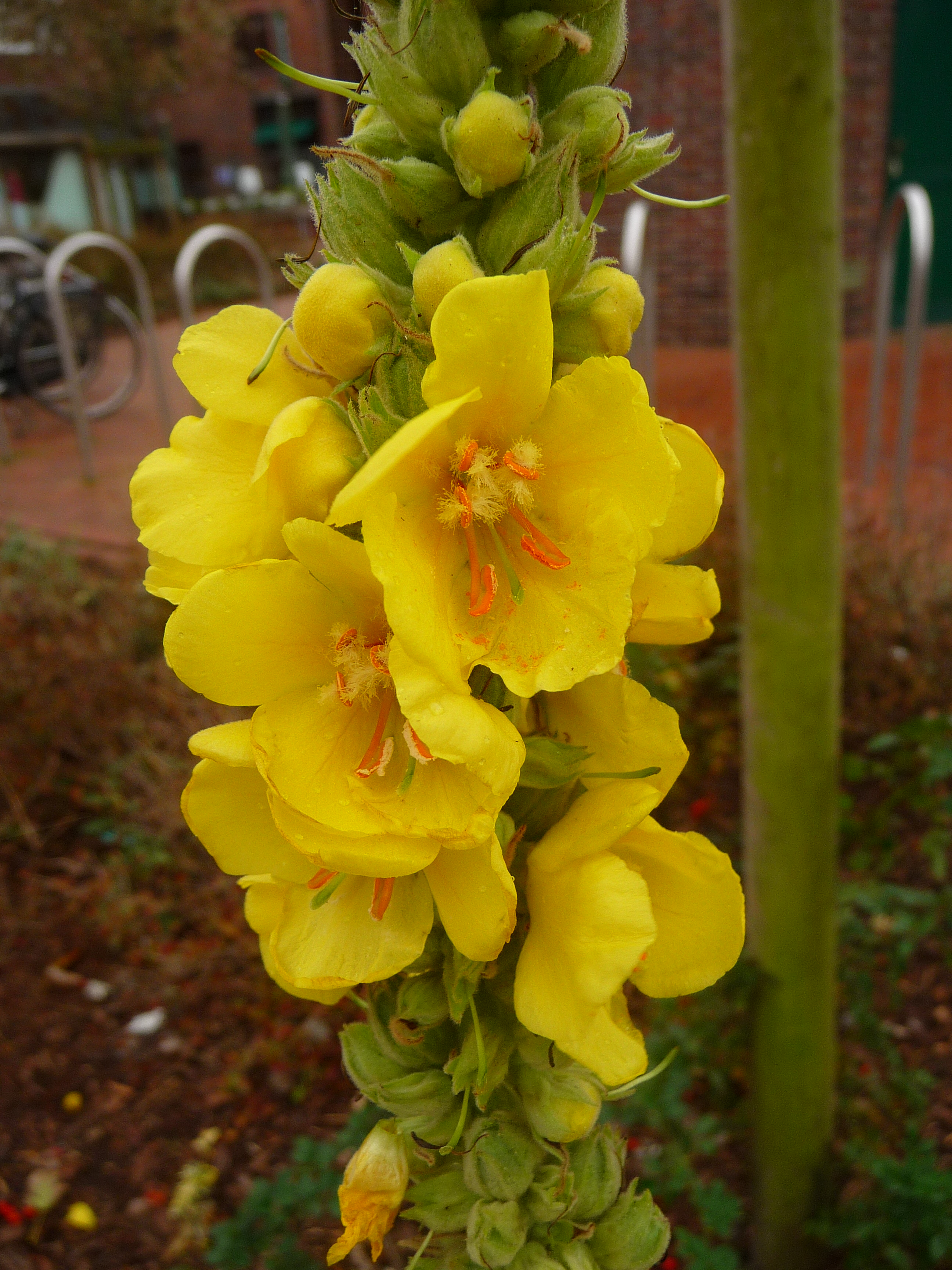
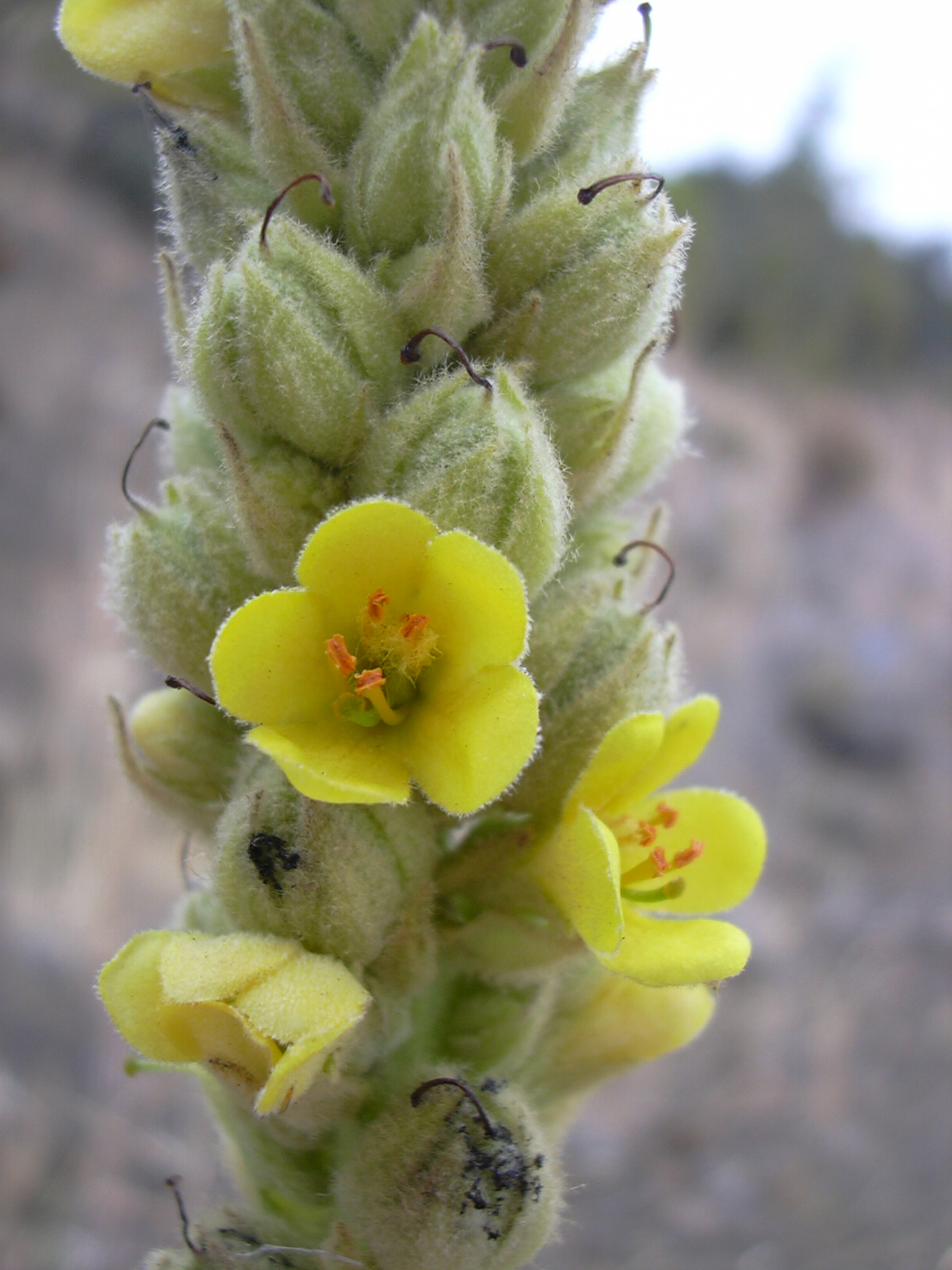
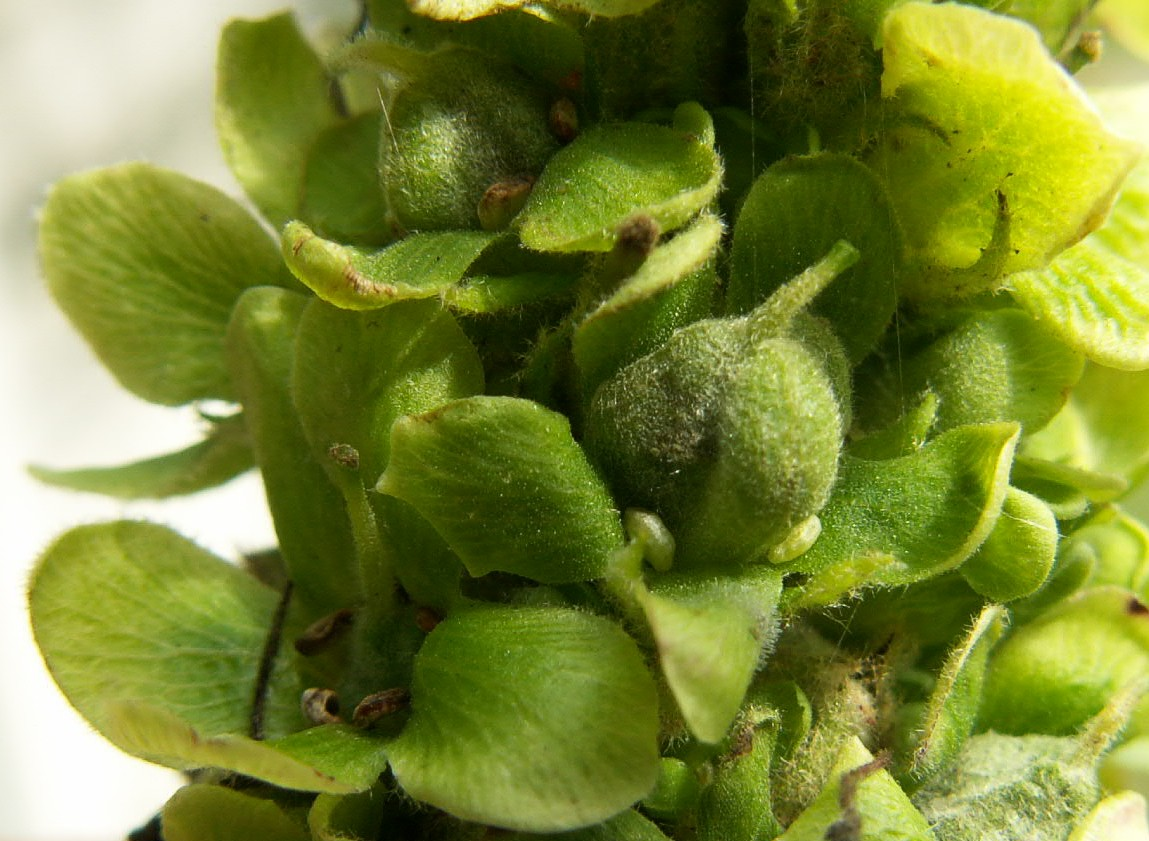
Omogna frukter
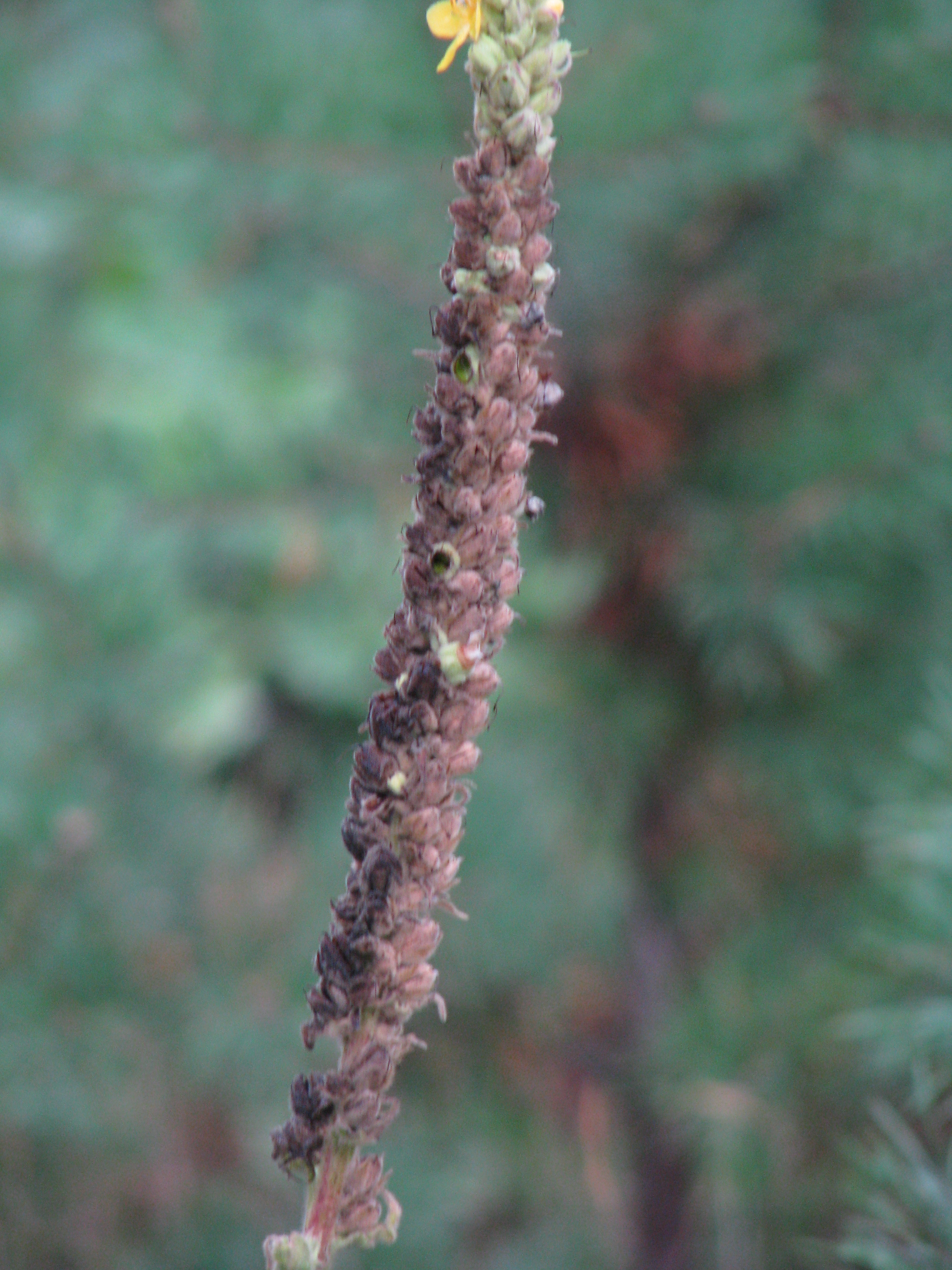
Mogna frukter
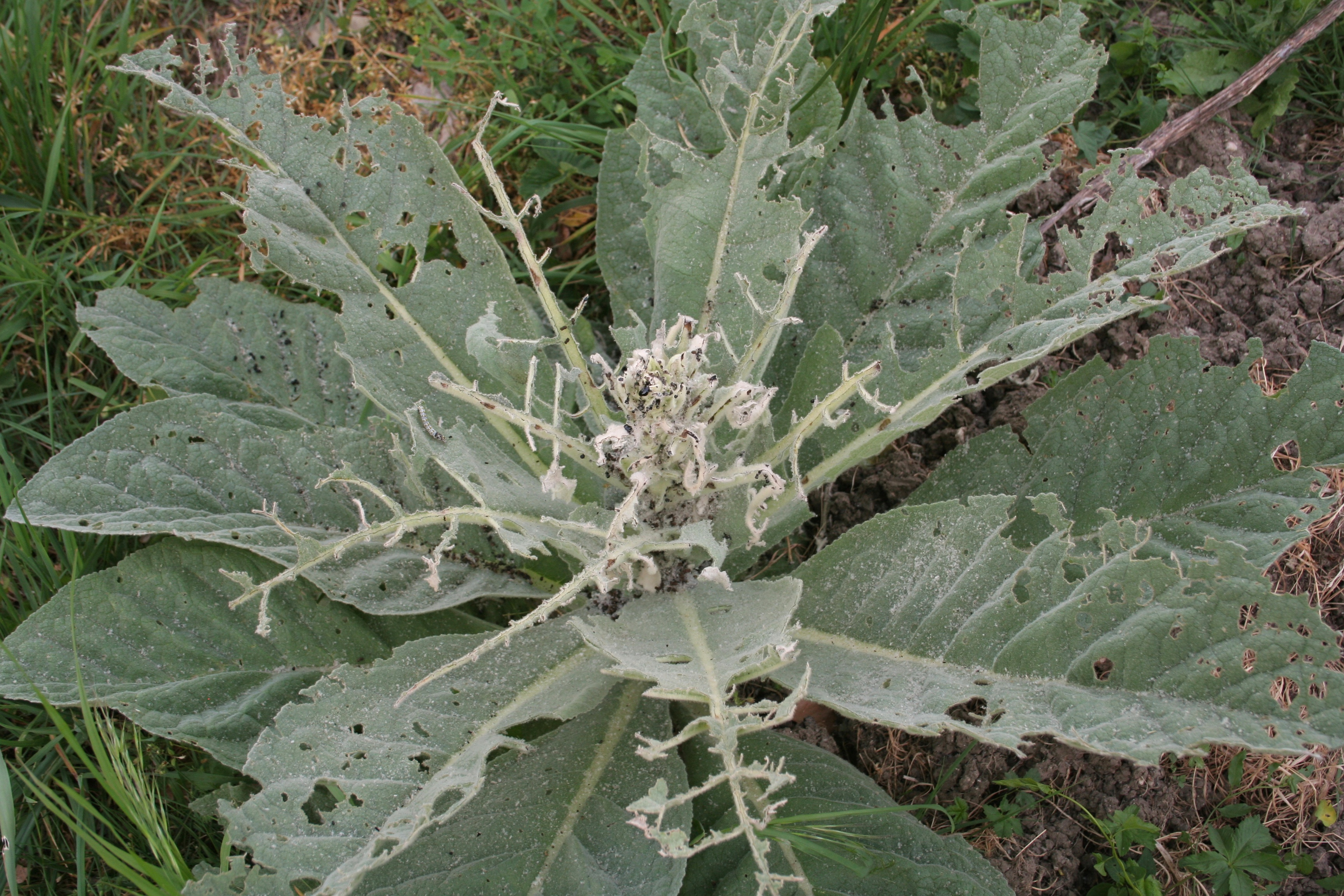
Kungsljus skadat av en larv till kungsljuskapuschongflyet
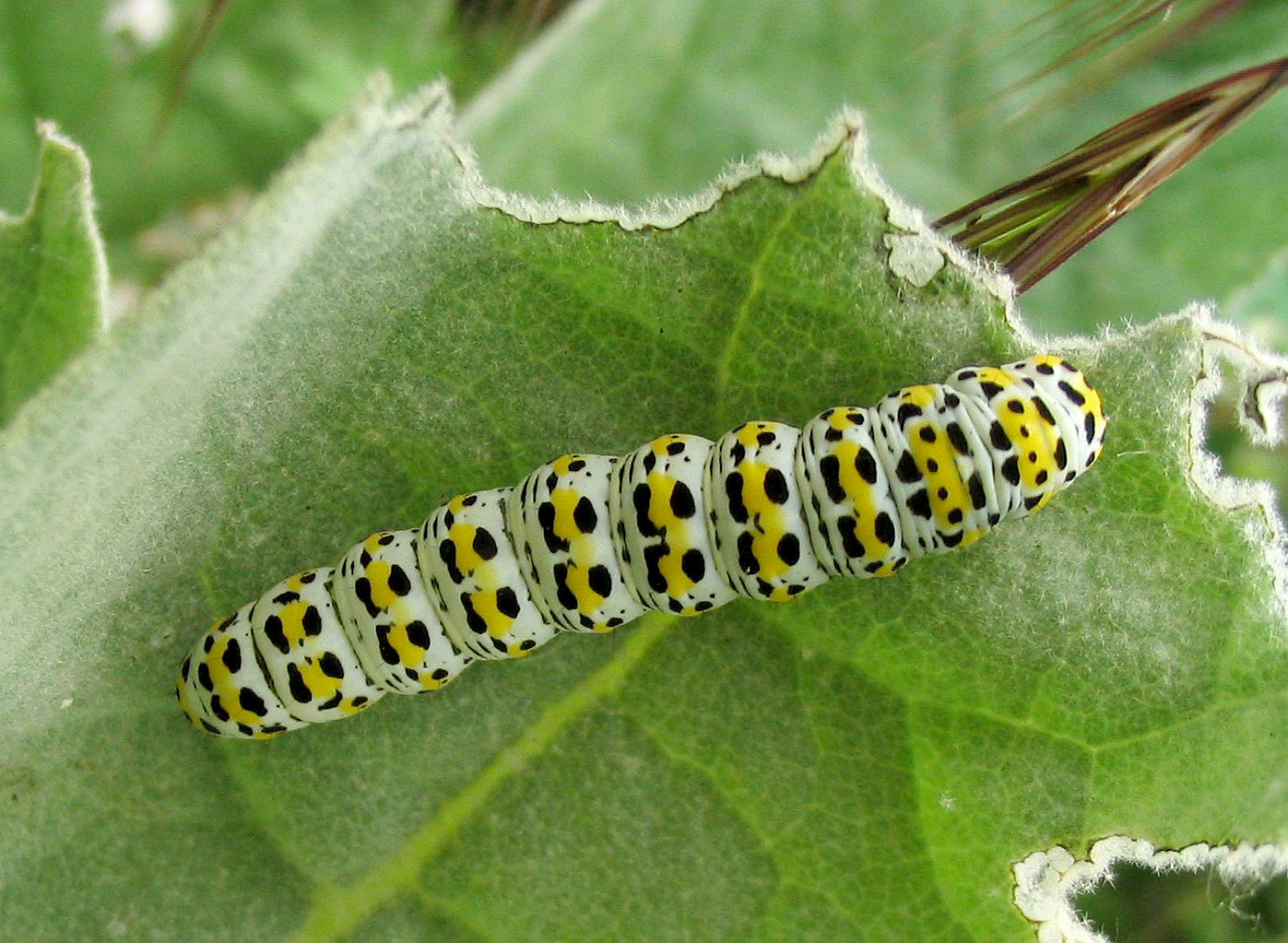
Predatorn, Cucullia verbasci Specialiserad på just kungsljus, Verbascum thapsus
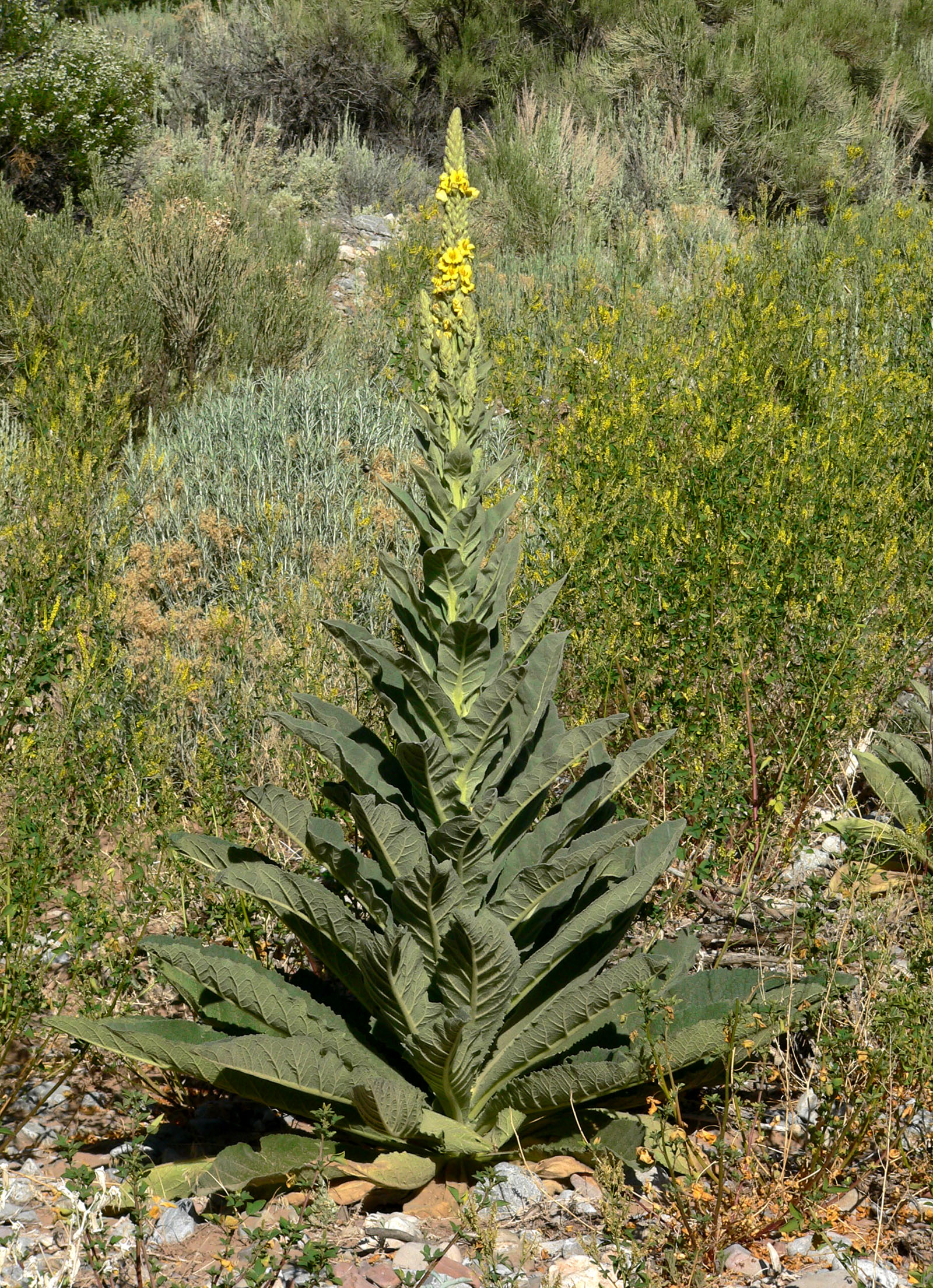
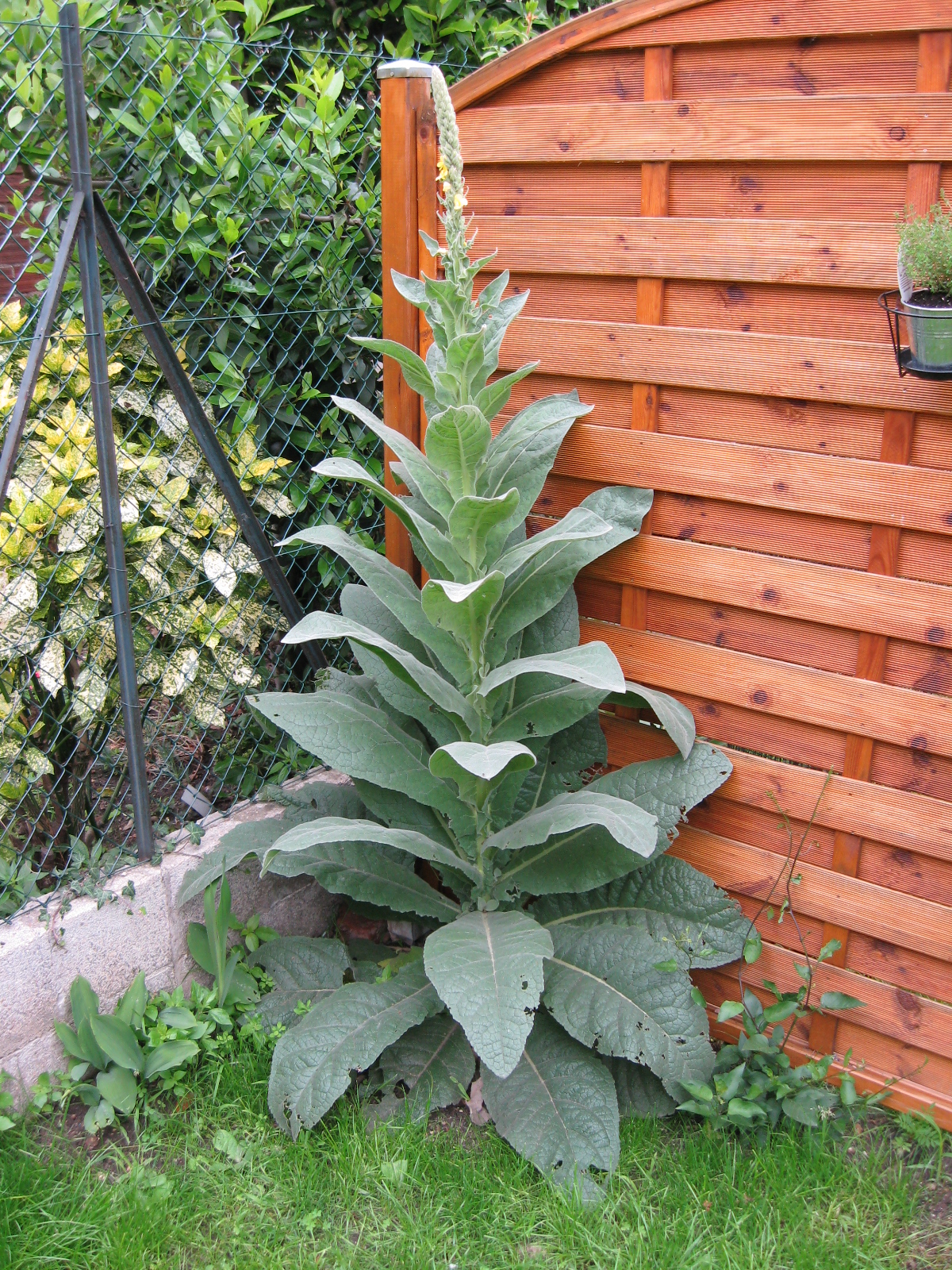
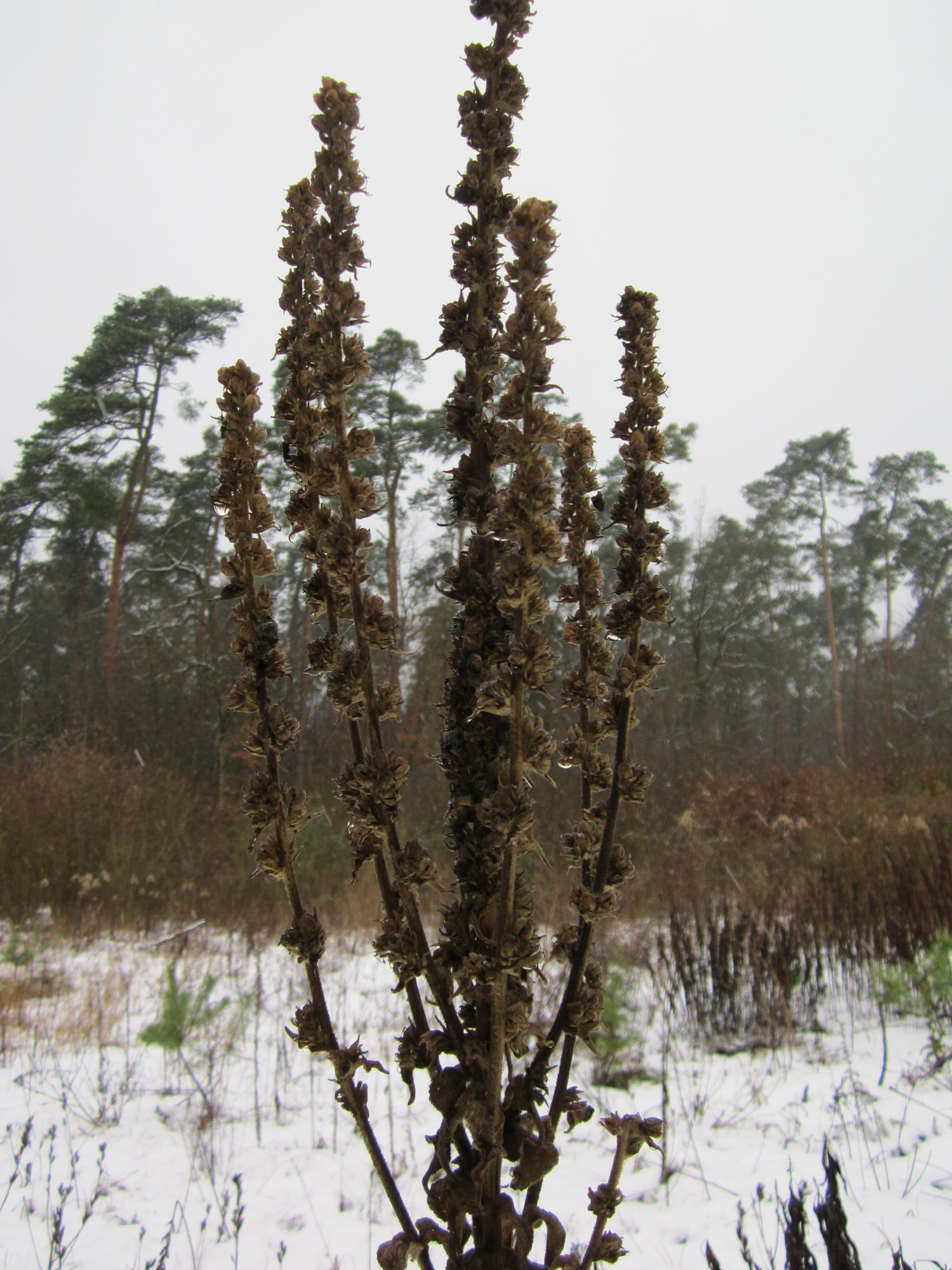
Vinterståndare